# Tophane-Vertrag

Bestimmungen des Tophane-Vertrages:

Der Tophane-Vertrag (bulgarisch Топханенски акт/Topchanenski Akt) war ein Vertrag zwischen dem Fürstentum Bulgarien und dem Osmanischen Reich, mit dem am 24. Märzjul. / 5. April 1886greg. die im Herbst 1885 de facto vollzogene Vereinigung des Fürstentums Bulgarien mit Ostrumelien international anerkannt wurde. Tophane ist der Name des Stadtteils von Istanbul, damals noch Konstantinopel, in dem die Botschafterkonferenz tagte. Das Abkommen wurde auch von den Botschaftern Deutschlands, Frankreichs, Großbritanniens, Italiens und Österreich-Ungarns unterzeichnet.
Der Vertrag wurde von den Gesandten der Großmächte sowie vom osmanischen Großwesir Kıbrıslı Mehmed Kamil Pascha und vom bulgarischen Außenminister Ilija Zanow im Topkapı-Palast unterzeichnet. Gemäß der Konvention von Tophane erhielt der Fürst von Bulgarien Alexander I. die Hoheit über Ostrumelien. Als Gegenleistung erhielt das Osmanische Reich Teile Ostrumeliens: Kardschali und die umliegende Region, sowie 21 Dörfer im Tal des Watscha-Flusses (bulg. Въча, ein rechter Zufluss der Mariza), in denen überwiegend muslimische Pomaken lebten (insgesamt 1.640 km²). Heute liegen diese Dörfer in den bulgarischen Gemeinden Dewin und Borino, das Dorf Mugla (bulg. Мугла) in der Gemeinde Smoljan (alle in der Oblast Smoljan).
Bulgarien vergrößerte damit sein Territorium von 64.000 km² auf 94.345 km².